# اولریش پینر
 اولریش پینر (انگلیسی: Ulrich Pinner؛ زادهٔ ۷ فوریهٔ ۱۹۵۴) یک تنیس‌باز اهل آلمان غربی است. 